# Tomás Genovés y Lapetra
Tomás Genovés y Lapetra (* 28. Dezember 1805 in Saragossa; † 5. Juni 1861 in Burgos) war ein spanischer Opern- und Zarzuelakomponist.

## Leben und Werk
Tomás Genovés wurde in Musik zunächst in seiner Heimatstadt Saragossa am Colegio de infantes del Pilar ausgebildet. Er wirkte hier zunächst als Chorknabe. Er ging dann zu weiteren musikalischen Ausbildungen nach Madrid.
Ab 1831 wurde er ehrenamtlicher Musikerzieher der königlichen Familie. 1831 wurden hier seine italienische Oper Enrique y Clotilde o La rosa bianca e la rosa rossa und 1832 die Zarzuela El rapto aufgeführt. Nach Bewilligung einer Staatspension ging Tomás Genovés nach Italien. Er führte dort Opern wie Zelma (Bologna 1835), Bianca di Belmonte (Venedig 1838), Iginia d’Asti (Neapel 1840) oder Luisa della Vallière (Mailand 1845) auf. Weiterhin führte er die von historischen Themen angeregten Symphonien Numancia destruida, El sitio de Zaragoza und Los últimos días de Pompeta auf. Nach seiner Rückkehr nach Saragossa schuf er weitere szenische Werke, Romanzen und geistliche Musik.